# ریچارد رایکرافت
ریچارد رایکرافت (انگلیسی: Richard Rycroft؛ زادهٔ ۲۸ ژوئن ۱۹۶۰) هنرپیشه، کمدین اهل انگلستان است. وی از سال ۲۰۰۱ میلادی تاکنون مشغول فعالیت بوده‌است.